# Giardini di Tivoli
I giardini di Tivoli (o semplicemente Tivoli) sono un famoso parco divertimenti di Copenaghen, in Danimarca. Fu inaugurato il 15 agosto 1843 ed è il secondo più antico parco di divertimenti che sia sopravvissuto intatto fino a oggi, dopo Dyrehavsbakken nella vicina Klampenborg.

## Storia
Il parco fu inizialmente chiamato "Tivoli & Vauxhall": "Tivoli" come allusione all'omonimo parco di divertimenti parigino (che prese a sua volta nome dalla città italiana di Tivoli), e "Vauxhall" in allusione ai giardini di Vauxhall di Londra.
Il fondatore di Tivoli, Georg Carstensen (1812-1857), ottenne un permesso di cinque anni per creare Tivoli, raccontando al re Cristiano VIII che "quando la gente si diverte, non pensa alla politica". Il re concesse quindi a Carstensen l'uso di circa 60.000 m² del glacis fortificato oltre la Vesterport (Porta Occidentale) con un affitto annuale di 945 corone. Fino agli anni 1850, il Tivoli era, di fatto, fuori dei confini cittadini ed accessibile attraverso la Porta Occidentale.
Da principio Tivoli includeva una grande varietà di attrazioni: costruzioni in stile esotico e orientale, un teatro, palchi per le bande, ristoranti e caffè, giardini fioriti e giostre meccaniche, come ad esempio un prototipo di trenino per osservare il panorama. Inoltre, fasci di luce colorata illuminavano i giardini. Alcune sere si potevano osservare speciali fuochi artificiali che si riflettevano nel lago di Tivoli.
Il compositore Hans Christian Lumbye (1810-1874) fu direttore musicale di Tivoli dal 1843 al 1872. Lumbye fu ispirato dai compositori di walzer viennesi come la famiglia Strauss, e diventò conosciuto come lo "Strauss del Nord". Molte delle sue composizioni sono proprio ispirate dai giardini, incluse "Salute to the Ticket Holders of Tivoli" (Saluto ai venditori dei biglietti di Tivoli), "Carnival Joys" (Gioia di Carnevale) e "A Festive Night at Tivoli" (Una notte di festa a Tivoli). L'Orchestra Sinfonica di Tivoli esibisce ancora oggi molte delle sue opere.
Nel 1944 simpatizzanti nazisti, abbandonando la Danimarca, tentarono di colpire lo spirito dei danesi bruciando molte delle costruzioni dei giardini, inclusa la sala per concerti. Ma i danesi non si lasciarono spaventare creando subito costruzioni temporanee -  ed il parco riaprì dopo poche settimane.

## Il parco oggi

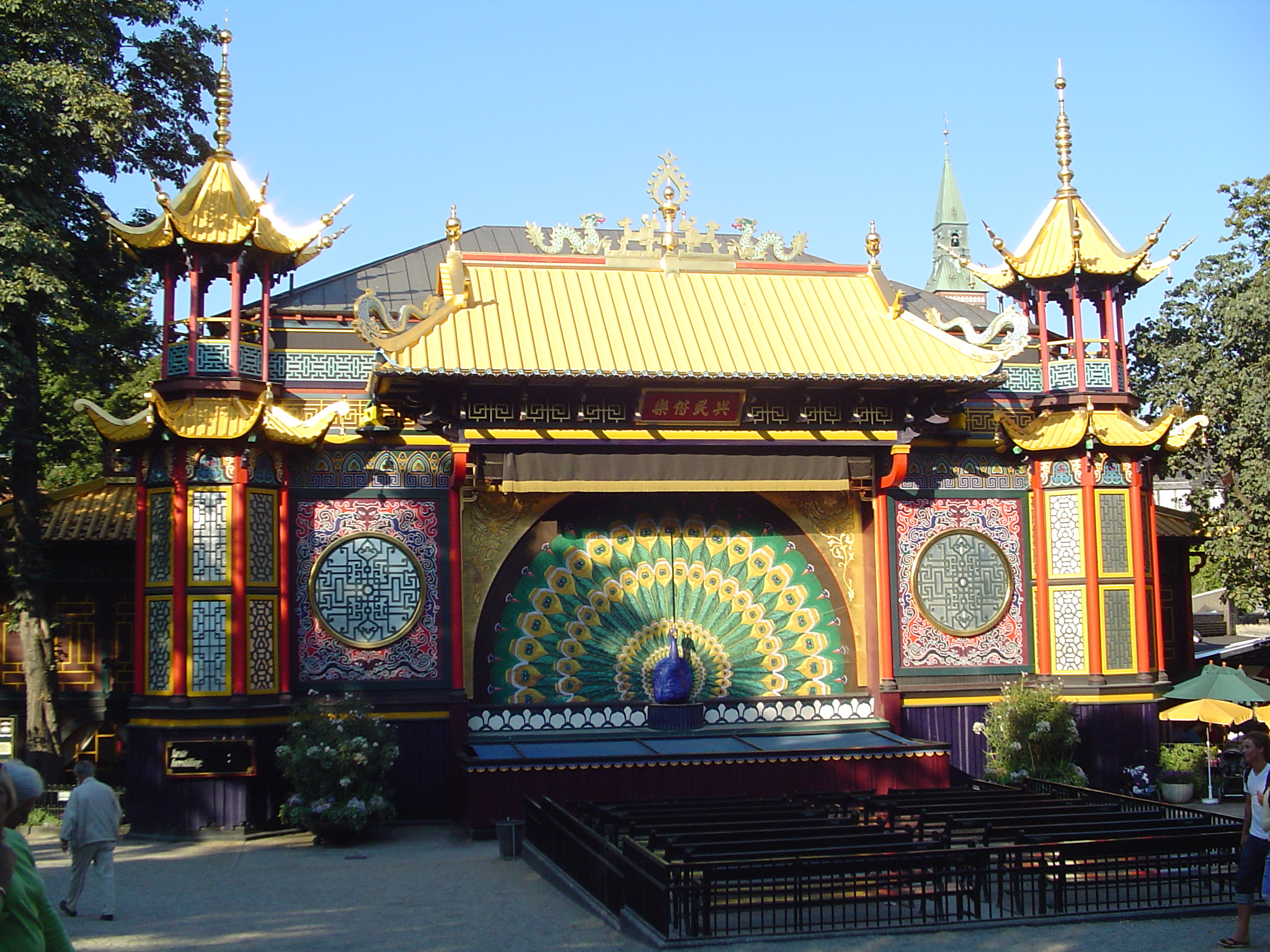
Il Teatro della Pantomima

Oggi Tivoli e i suoi giardini, nel pieno centro di Copenaghen, sono circondati da strade fortemente trafficate. Da una parte c'è il municipio, Rådhus, mentre all'altro lato c'è la Stazione Centrale, Hovedbanegård— entrambi risalenti ai primi anni del XX secolo.

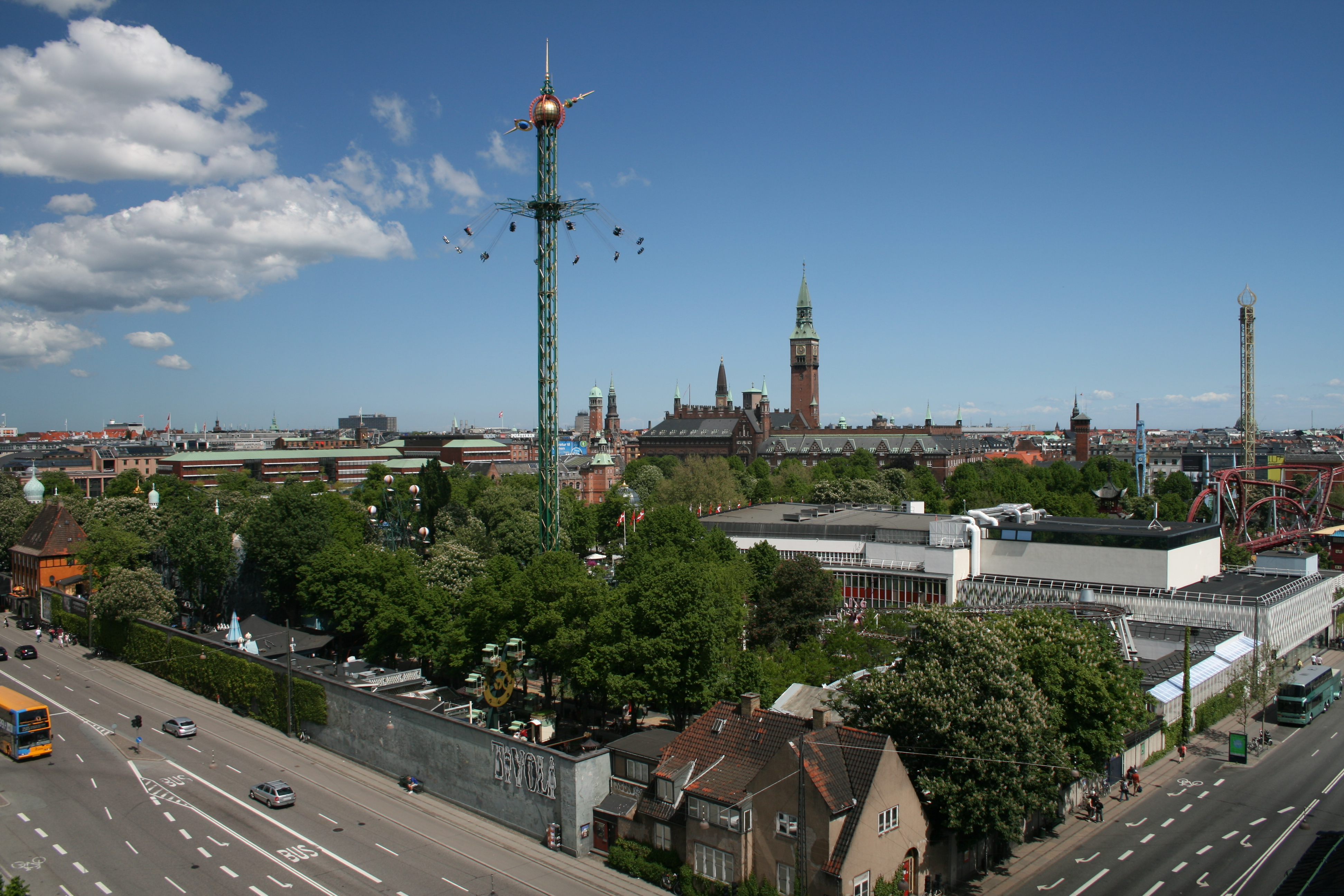
I giardini di Tivoli visti dall'alto

L'aspetto generale dei giardini è stato preservato: ad esempio, la forma degli edifici è ancora quella delle vecchie fortificazioni, il lago che fa parte dell'antico fossato che circonda la città. L'entrata principale è ancora dove sorgeva nel 1843, e subito all'ingresso vi è il Teatro della Pantomima, una costruzione originale in stile cinese, che nel 1874 prese il posto di un teatro più piccolo e più vecchio. Il pubblico sta all'aperto, mentre il palcoscenico è all'interno della costruzione. Il "sipario" del teatro è una coda di pavone meccanica. Dagli albori, il Teatro era la casa della pantomima italiana, introdotta in Danimarca dall'italiano Giuseppe Casorti. Questa tradizione, che discende dalla commedia dell'arte italiana, sopravvive ancora, inclusi i personaggi di Cassandro (il vecchio padre), Colombina (la figlia), Arlecchino (il suo amante) e lo stupido servo Pierrot, gradito specialmente al pubblico più giovane. L'assenza di dialoghi è un vantaggio, poiché Tivoli è un'attrazione internazionale per i turisti.
I giardini di Tivoli si stanno tuttora evolvendo, senza tuttavia abbandonare le tradizioni e la particolare atmosfera. Come Georg Carstensen disse nel 1844, "Tivoli non sarà mai terminato", un sentimento a cui si unì più di un secolo dopo Walt Disney, che disse riguardo al suo parco ispirato ai giardini di Tivoli: "Disneyland non sarà terminato finché ci sarà ancora fantasia nel mondo".